# اولسفوش
اولسفوش (به سوئدی: Olsfors) یک منطقهٔ مسکونی در سوئد است که در بخش بولبیگد واقع شده‌است. اولسفوش ۰٫۵۶ کیلومتر مربع مساحت و ۶۲۳ نفر جمعیت دارد.